# Beatrice Câșlaru
Beatrice Nicoleta Coadă-Câșlaru, née le 20 août 1975 à Brăila, est une nageuse roumaine, médaillée d'argent et de bronze aux Jeux de Sydney.

## Palmarès

### Jeux olympiques d'été
- Natation aux Jeux olympiques de 2000 à Sydney
  -  Médaille d'argent du 200 mètres 4 nages
  -  Médaille de bronze du 400 mètres 4 nages

### Championnats du monde en grand bassin
- Championnats du monde 2001 à Fukuoka
  -  Médaille de bronze du 400 m 4 nages
- Championnats du monde 2003 à Barcelone
  -  Médaille de bronze du 400 m 4 nages

### Championnats d'Europe
- En grand bassin
  - Championnats d'Europe 1991 à Athènes
    -  Médaille d'argent du 400 mètres nage libre
    -  Médaille d'argent du 200 mètres brasse
    -  Médaille d'argent du 200 mètres 4 nages
    -  Médaille d'argent du 400 mètres 4 nages

  - Championnats d'Europe 1999 à Istanbul
    -  Médaille d'argent du 200 mètres 4 nages
    -  Médaille d'argent du 200 mètres brasse
    -  Médaille d'argent du 400 mètres 4 nages
    -  Médaille de bronze du 4 × 200 mètres nage libre

  - Championnats d'Europe 2000 à Helsinki
    -  Médaille d'or du 200 mètres brasse
    -  Médaille d'or du 200 mètres 4 nages
    -  Médaille d'or du 4 × 200 mètres nage libre
    -  Médaille d'argent du 400 mètres 4 nages
    -  Médaille de bronze du 4 × 100 mètres 4 nages

  - Championnats d'Europe 2004 à Madrid
    -  Médaille de bronze du 200 mètres 4 nages
    -  Médaille de bronze du 4 × 200 mètres nage libre

- En petit bassin
  - Championnats d'Europe 1996 à Rostock
    -  Médaille d'argent du 400 mètres 4 nages

### Universiade d'été
- Universiade d'été de 1999 à Majorque
  -  Médaille d'argent du 400 mètres 4 nages